# Чемпионат ФРГ по футболу 1962/1963
Оберлига 1962/63 — восемнадцатый сезон Оберлиги, первый уровень системы футбольной лиги в Западной Германии. Лига действовала в пяти региональных подразделениях — Берлине, Севере, Юге, Юго-Западе и Западе. Победителем Оберлиги Берлина стала «Герта», Оберлиги «Юг» — «Мюнхен 1860», Оберлиги «Юго-Запад» — «Кайзерслаутерн», Оберлиги «Запад» — «Кёльн», а Оберлиги «Норд» — «Гамбург». Пять чемпионов лиги и команды, занявшие вторые места в Оберлигах «Юг», «Юго-Запад», «Запад» и «Север» разыграли звание чемпиона Германии по футболу 1963 года. В финале «Боруссия» (Дортмунд) победила «Кёльн» со счётом 3:1 и тем самым в третий раз в истории стала чемпионом Германии. Это был третий национальный чемпионат Боруссии, ранее выигравшей его в 1956 и 1957 годах.
Это был последний сезон Оберлиги в качестве лиги первого уровня, так как после сезона 1962/1963 была создана Бундеслига, в которую попали лучшие команды Оберлиги. Квалификация новой Бундеслиги определялась с учётом предыдущих десяти сезонов.